# Flughafen Ciudad Juárez

i8
i11
i13
Der Flughafen Ciudad Juárez (spanisch Aeropuerto Internacional de Ciudad Juárez, IATA-Code: CJS, ICAO-Code: MMCS) ist ein internationaler Flughafen nahe der Großstadt Ciudad Juárez im gleichnamigen Bundesstaat im Norden Mexikos.

## Lage
Der Flughafen Ciudad Juárez liegt nur etwa 8 km (Luftlinie) südwestlich der Grenze zu den USA bzw. etwa 1800 km nordwestlich von Mexiko-Stadt in einer Höhe von ca. 1190 m. 

## Fluggesellschaften und Ziele
In der Hauptsache werden Flüge verschiedener Fluggesellschaften von und nach Mexiko-Stadt und Guadalajara abgewickelt.

## Passagierzahlen
In den Jahren 2018 und 2019 wurden jeweils annähernd 1,5 Millionen Passagiere pro Jahr gezählt. Danach erfolgte ein deutlicher Rückgang wegen der COVID-19-Pandemie.